# Richard Schmitz (Politiker, 1940)
Richard Schmitz (* 1940 in Wien) ist ein österreichischer Politiker (ÖVP), Moderator bei Radio Stephansdom und ehemaliger Bezirksvorsteher im 1. Wiener Gemeindebezirk Innere Stadt.  

## Leben
Schmitz studierte Rechtswissenschaften und Gesang und war zunächst als Perückenerzeuger tätig. Ende der 1960er-Jahre wurde er von Erhard Busek in die Politik geholt. Ab 1969 war Schmitz als Bezirksfunktionär und Trainer an der Politischen Akademie der ÖVP tätig. Von 1987 bis 2001 war er Bezirksvorsteher der Inneren Stadt. Ehrenamtlich ist Schmitz als Opernkritiker, Moderator und Gestalter der Sendungen Per Opera ad astra und Wienerlied klassisch bei Radio Stephansdom aktiv. Darüber hinaus war er Präsident der Österreichisch-Israelischen Gesellschaft.
Richard Schmitz ist Schatzmeister der „Gesellschaft der Freunde der Spanischen Hofreitschule“ und Präsident des Wiener Pferdesportverbandes und der Österreichischen Campagnereiter Gesellschaft Wien.

## Auszeichnungen
- 25. Jänner 2000 Goldenes Ehrenzeichen für Verdienste um das Land Wien
- 2010: Großes Goldenes Ehrenzeichen für Verdienste um das Land Wien
- 2010: Ritterkreuz des päpstlichen Silvesterordens.[1]
- 29. Jänner 2010 das Goldene Ehrenzeichen der Republik Österreich[4]
- 2023: Ehrenmedaille der Bundeshauptstadt Wien in Gold[5]